# HV Born
HV Born is een Nederlandse handbalvereniging uit het Limburgse Born. De vereniging is opgericht op 1 mei 1975 en telt anno 2024 ruim 150 leden, onderverdeeld in 12 teams.
Al jaren speelt het eerste damesteam (DS1) in de eerste regioklasse.
Handbalster Larissa Nüsser begon haar handbalcarrière bij HV Born voordat ze vertrok naar BFC.